# Шлайтдорф
Шлайтдорф (нем. Schlaitdorf) — община в Германии, в земле Баден-Вюртемберг. 
Подчиняется административному округу Штутгарт. Входит в состав района Эслинген.  Население составляет 1783 человека (на 31 декабря 2010 года). Занимает площадь 7,31 км².

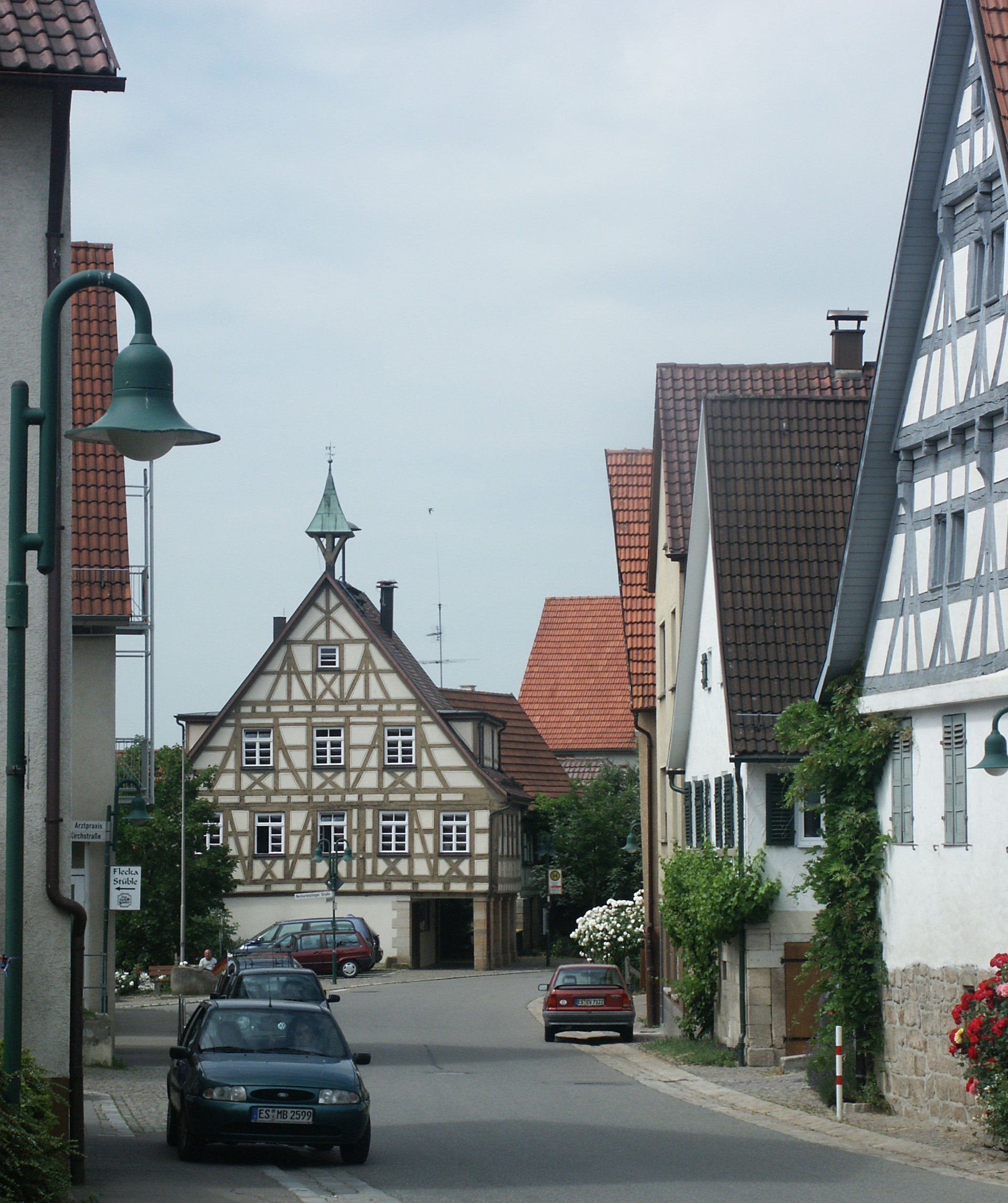
Ратуша